# Tampere Open 1995
Il Tampere Open 1995 è stato un torneo di tennis facente parte della categoria ATP Challenger Series nell'ambito dell'ATP Challenger Series 1995. Il torneo si è giocato a Tampere in Finlandia dal 24 al 30 luglio 1995 su campi in terra rossa.

## Vincitori

### Singolare
Galo Blanco ha battuto in finale  Christian Bergström con il punteggio di 6–3, 6–1

### Doppio
Thomas Johansson /  Marten Renström hanno battuto in finale  Emanuel Couto /  Bernardo Mota con il punteggio di 6–3, 6–3